# Dirphia somoccidentalis
Dirphia somoccidentalis is een vlinder uit de onderfamilie Hemileucinae van de familie nachtpauwogen (Saturniidae).
De wetenschappelijke naam van de soort is voor het eerst geldig gepubliceerd door Ronald Brechlin & Frank Meister in 2013.

## Type
- holotype: "male, 3.XII.2011. leg. Romanov & Sinjaev. Barcode: BC-RBP 6437"
- instituut: MWM, München, later ondergebracht in de ZSM, München, Duitsland
- typelocatie: "Ecuador, Pichincha Province, Los Bancos, Rio Pachijal, 930 m., 0°04'06"N, 78°54'17"W"